# Кирице, Августин
Августин Кири́це, также встречаются варианты Кири́цэ, Кири́ца, Кири́ита (рум. Augustin Chiriță; 10 октября 1975 года, Слатина, Олтский жудец, Социалистическая Республика Румыния) — румынский футболист, выступавший на позиции полузащитника. В настоящее время осуществляет тренерскую деятельность.

## Карьера
В основном играл в футбольных клубах Румынии, которые участвовали в различных по уровню лигах страны. Играл в украинских клубах «Карпаты» и «Спартак Ивано-Франковск». Один сезон выступал за израильский «Хапоэль Бэер-Шева».
Тренерскую деятельность начал в Румынии, в клубе «Олт». Был ассистентом и входил в тренерский штаб команды. В 2015—2018 годах работал тренером по физической подготовке в узбекистанском футбольном клубе «Бунёдкор». В первой половине 2018 года работал в аналогичной должности параллельно в сборной Узбекистана.